# Article 12 de la Convention européenne des droits de l'homme
L'article 12 de la Convention européenne des droits de l'homme (CEDH) est intitulé « droit au mariage » et proclame le droit pour l'homme et la femme de se marier, à l'âge défini par la loi (âge nubile), et de fonder une famille.
Malgré de nombreuses saisines, la Cour a jusqu'à présent refusé d'appliquer les dispositions de cet article aux mariages homosexuels. La Cour a justifié cette position en considérant que cet article ne s'appliquait qu'au mariage traditionnel, et qu'une large marge d'appréciation devait être laissée aux États dans ce domaine.
Par contre, la Cour a considéré qu'il y avait violation de l'article 12 lorsqu'un prisonnier était empêché de s'unir par le mariage.

## Texte de l'article
« Droit au mariage
À partir de l'âge nubile, l'homme et la femme ont le droit de se marier et de fonder une famille selon les lois nationales régissant l'exercice de ce droit. »
— Article 12 de la Convention européenne de sauvegarde des droits de l'homme et des libertés fondamentales

## Jurisprudence
- Mariage transgenre : La Cour a eu l'occasion de préciser dans l'arrêt Christine Goodwin c. Royaume-Uni[2] qu'il n'existe aucune raison justifiant que les personnes transgenres soient privés en toutes circonstances du droit de se marier.
- Mariage homosexuel : La Cour a affirmé dans l'arrêt Schalk et Kopf c. Autriche[3] que l'article 12 n'impose pas aux gouvernements l'obligation d'ouvrir le mariage aux couples homosexuels. L'absence de consensus européen, selon elle, offre aux États une large marge d'appréciation en la matière. Elle affirme en outre que, la convention formant un tout dont il y a lieu de lire les articles en harmonie les uns avec les autres, ni l'article 8 (droit au respect de la vie privée et familiale) ni l'article 14 (interdiction de la discrimination) ne sauraient être compris comme imposant aux États l'obligation d'accorder le droit au mariage aux couples de même sexe. Elle a toutefois admis depuis 2023 dans un arrêt Fedotova c/ Russie, que les États avaient l'obligation d'octroyer une "reconnaissance et une protection juridique des couples de même sexe" en s'appuyant sur l'article 8 et non sur l'article 12.